# Stowarzyszenie Europejskich Zarządców Infrastruktury Kolejowej
Stowarzyszenie Europejskich Zarządców Infrastruktury Kolejowej (European Rail Infrastructure Managers – EIM) – jest organizacją branżową reprezentującą europejskich zarządców infrastruktury kolejowej. Stały sekretariat stowarzyszenia z siedzibą w Brukseli, utrzymuje kontakty z instytucjami zajmującymi się doradztwem w zakresie rozwoju transportu, koordynuje też pracą ekspertów ze zrzeszonych firm. Wszyscy członkowie EIM zatrudniają w Europie łącznie ponad 113 000 pracowników.
Członkiem organizacji ze strony polskiej są PKP Polskie Linie Kolejowe S.A.